# Torre Petrara
La torre Petrara,  chiamata anche torre della Vittoria, torre Normanna o semplicemente torre di Monticchio, è una torre d'avvistamento medievale situata a Monticchio, frazione del comune di Sermoneta, in provincia di Latina. Costruita nel XII secolo, è caratterizzata dalla sua particolare posizione: la collina di tufo e calcare su cui venne realizzata la torre è stata infatti scavata nel XX secolo per ricavarne materiale da costruzione, fino a lasciare un unico pinnacolo di roccia sulla cui sommità è sopravvissuto in equilibrio solo l'edificio.

## Storia

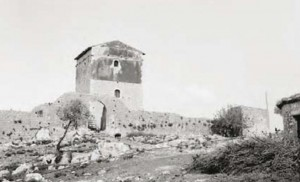
La torre di Monticchio nel 1934

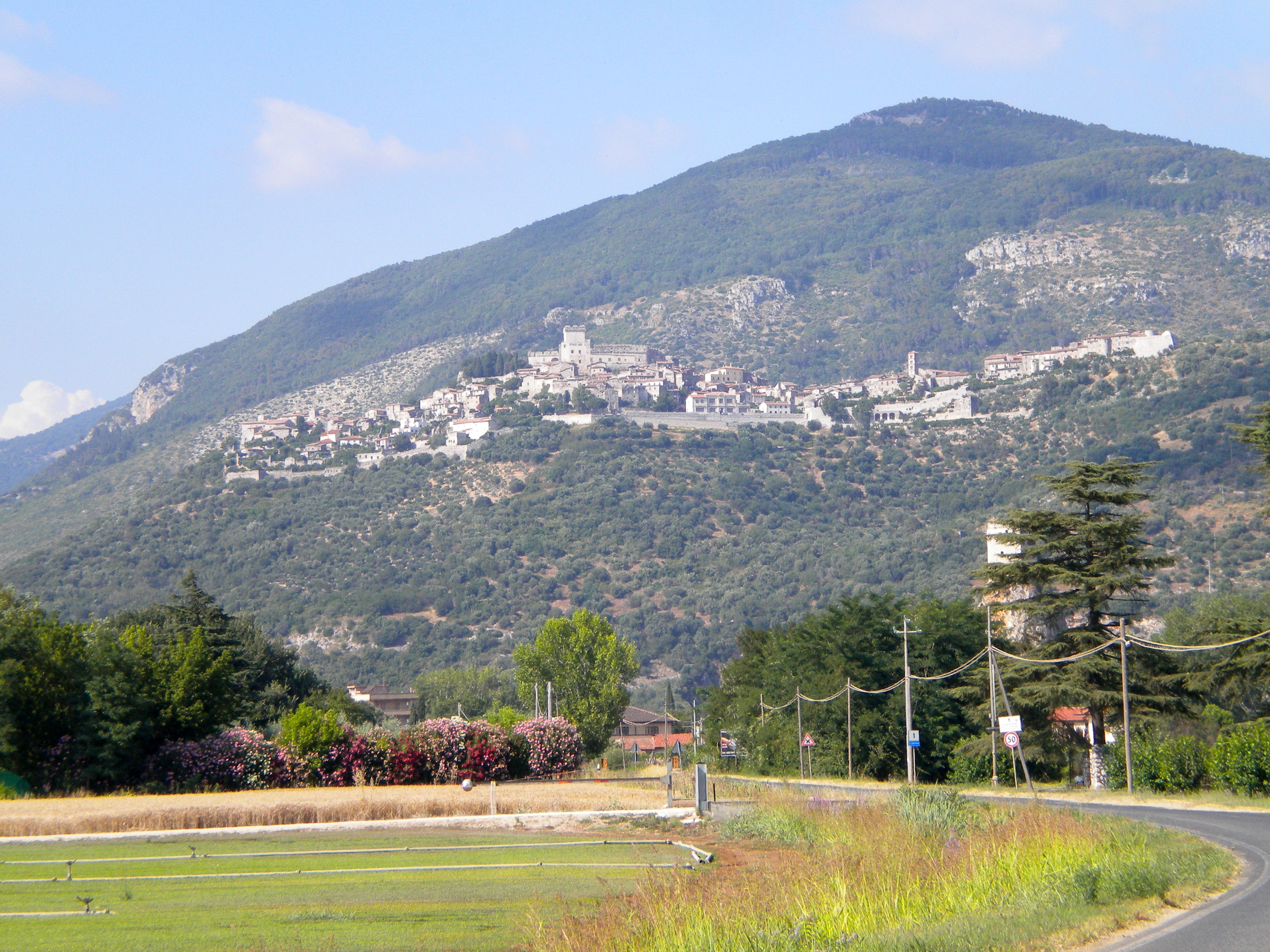
La località di Monticchio con lo sfondo di Sermoneta

La costruzione venne realizzata su una collina posta a fianco della strada papale o romana nel XII secolo dalla famiglia Caetani, signori di Sermoneta, come torre di avvistamento per prevenire gli attacchi dei nemici provenienti dall'agro pontino.
Nel XVIII secolo la torre era così descritta dallo storico Pietro Pantanelli:
Nel XX secolo la collina di calcare su cui sorge la Torre Petrara venne quasi completamente scavata per estrarre materiale da costruzione per l'edificazione dei borghi e delle città di fondazione d'epoca fascista, lasciando solo uno stretto pinnacolo di roccia alto circa 50 metri, simile ad un torsolo di mela, su cui è rimasta appoggiata la torre medievale.
Nel 2014 il comune di Sermoneta ha presentato alla Regione Lazio la richiesta di riconoscimento della torre e della "Area sorgiva del Monticchio" quale monumento naturale. Il monumento naturale è stato poi istituito nel febbraio 2016.

## Descrizione
La torre è alta circa 16 metri ed è a base quadrata con lati di 9 metri.